# نیل لیویس
نیل لیویس (انگلیسی: Neale Lavis; ۱۱ ژوئن ۱۹۳۰ – ۶ اکتبر ۲۰۱۹) سوارکار اهل استرالیا بود.